# David Selenica

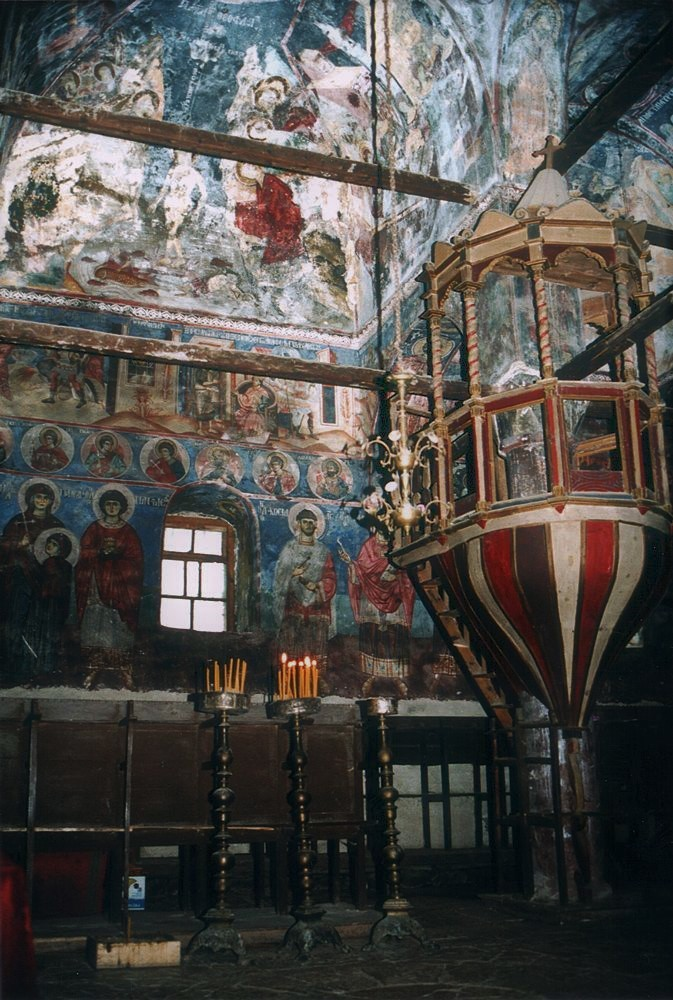
Peintures murales de l'église Saint-Nicolas de Moscopole, peintes par David Selenica.

David Selenica (XVIIe siècle – XVIIIe siècle), également connu sous le nom de Selenicasi, est un peintre d'icônes et de fresques orthodoxe albanais de la période post-byzantine du XVIIe siècle. Il est considéré comme l'une des figures les plus marquantes de l'art médiéval albanais avec Onufri et Kostandin Shpataraku.
David Selenica, également connu sous le nom de Selenicasi, est né à la fin du XVIIe siècle à Selenicë (sq), un village de la région de Kolonjë. Il meurt au milieu du XVIIIe siècle près de Korçë.

## Travaux
En 1715, il peint des fresques dans l'une des chapelles du monastère de la Grande Laure, le premier monastère construit sur le mont Athos. De 1722 à 1726, David Selenica et ses deux disciples Kostandin et Kristo ont peint les peintures murales, les fresques et la basilique de l'église Saint-Nicolas de Moscopole. En 1727, il peint les peintures murales et les fresques de l'église Saint-Jean-Baptiste (bg) de Kastoriá et de l'église de la Bienheureuse Vierge Marie de Thessalonique.

## Technique
Contrairement aux autres peintres de son époque, David Selenica utilise des couleurs vives dans ses peintures et icônes. David Selenica combine des éléments de l'art byzantin de l'époque paléologue et de l'école d'art vénitienne.

## Héritage
L'œuvre de David Selenica a influencé nombre de ses contemporains comme Kostandin Shpataraku, les frères Kostandin et Athanas Zografi et les œuvres du début du XIXe siècle. Il est considéré comme le fondateur d'une école nationale distincte de peintres basée à Korçë.
Ses œuvres sont exposées au Musée national historique d'Albanie à Tirana dans le pavillon de la peinture d'icônes et au Musée national d'art médiéval de Korçë. D'autres œuvres de David Selenica se trouvent dans plusieurs monastères du mont Athos. À Moscopole, sept de ses peintures murales ont été conservées.

Église Saint-Jean-Baptiste de Kastoriá
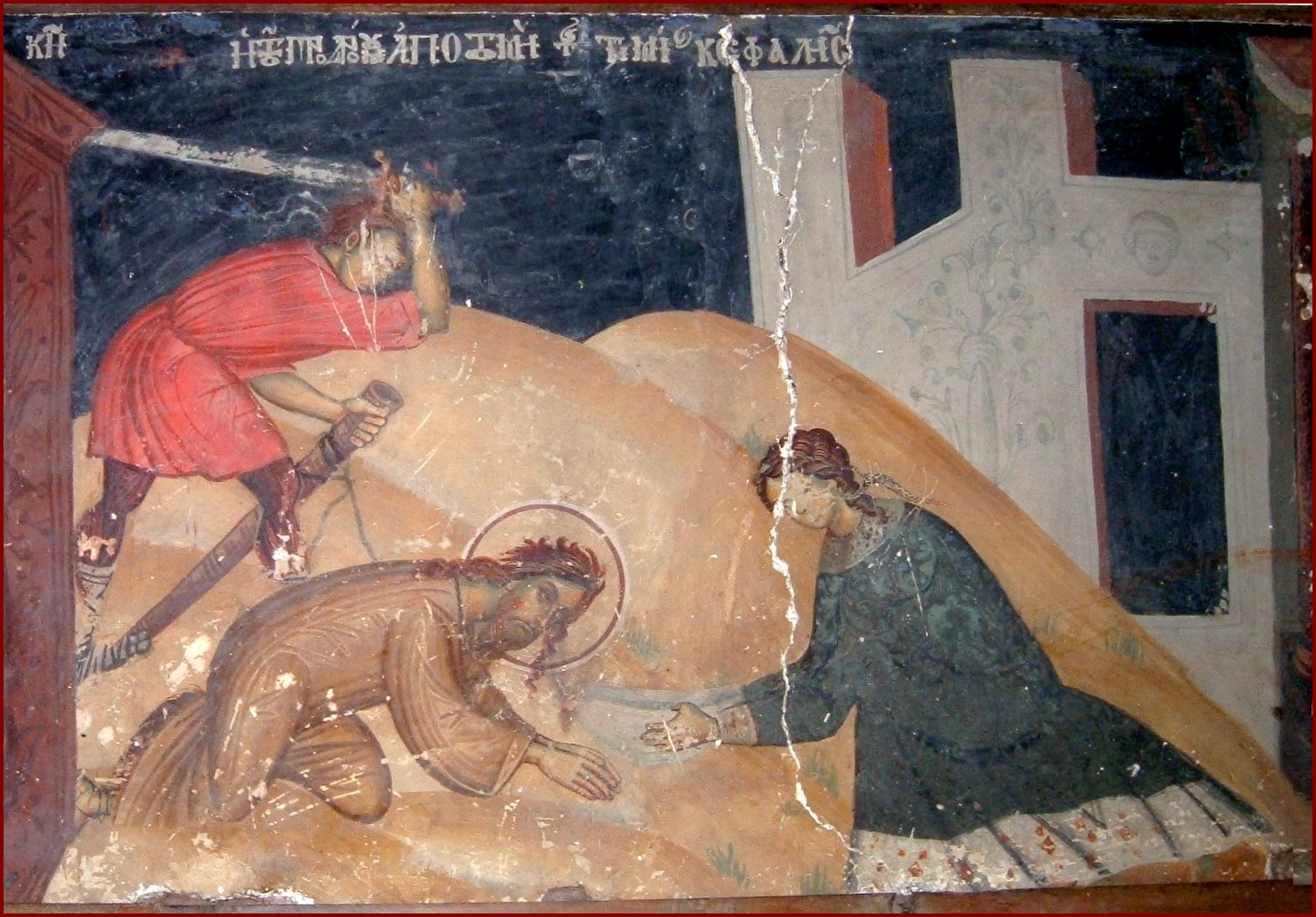
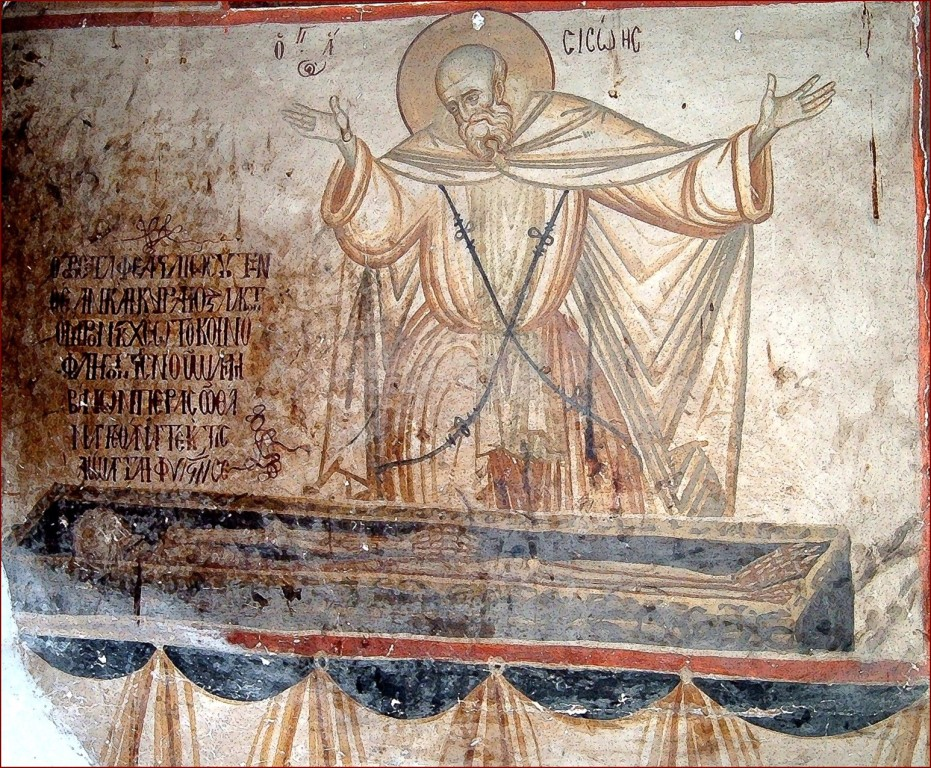

- Église Saint-Jean-Baptiste (bg) de Kastoriá

Église Saint-Nicolas à Voskopojë
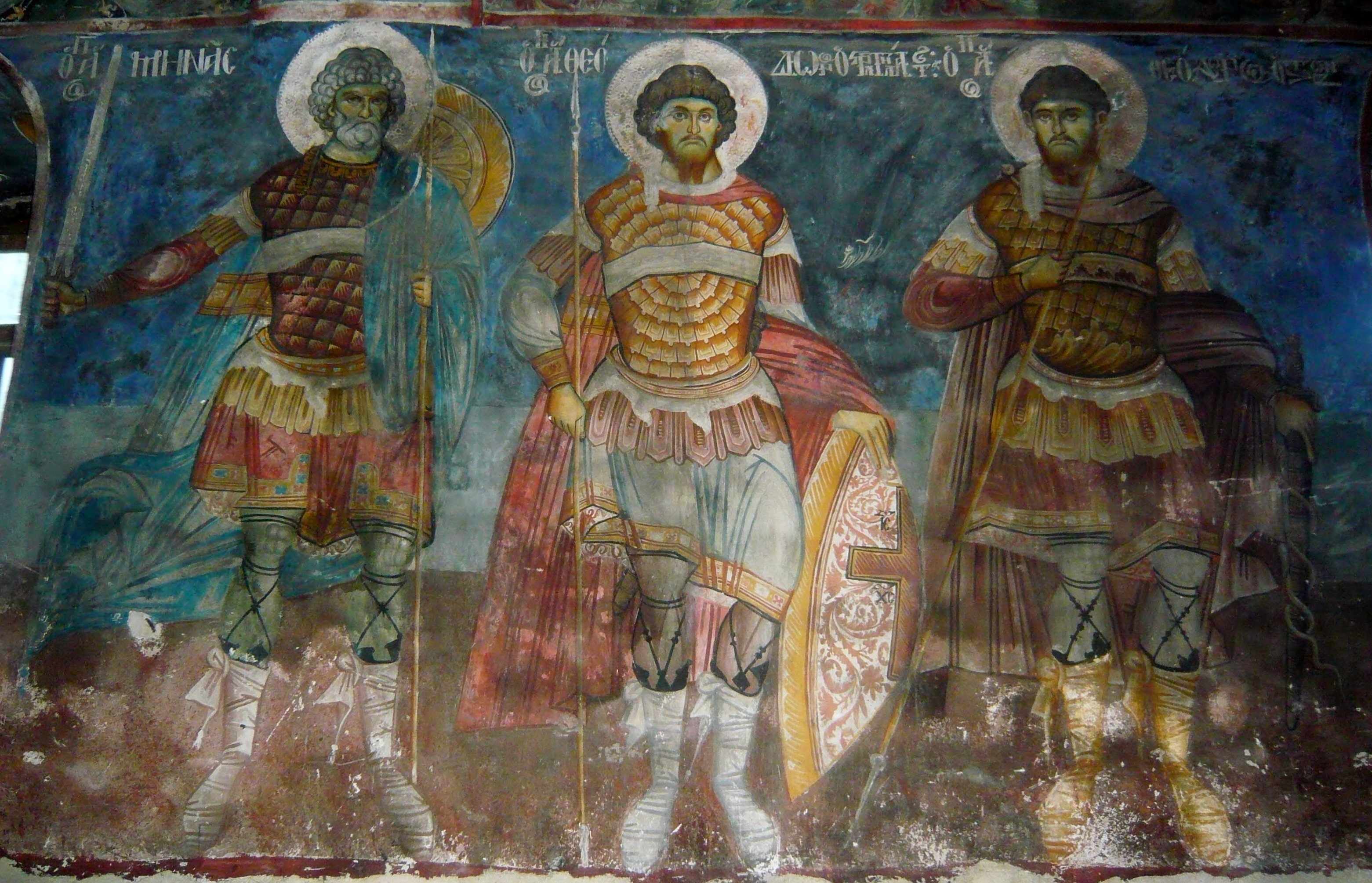
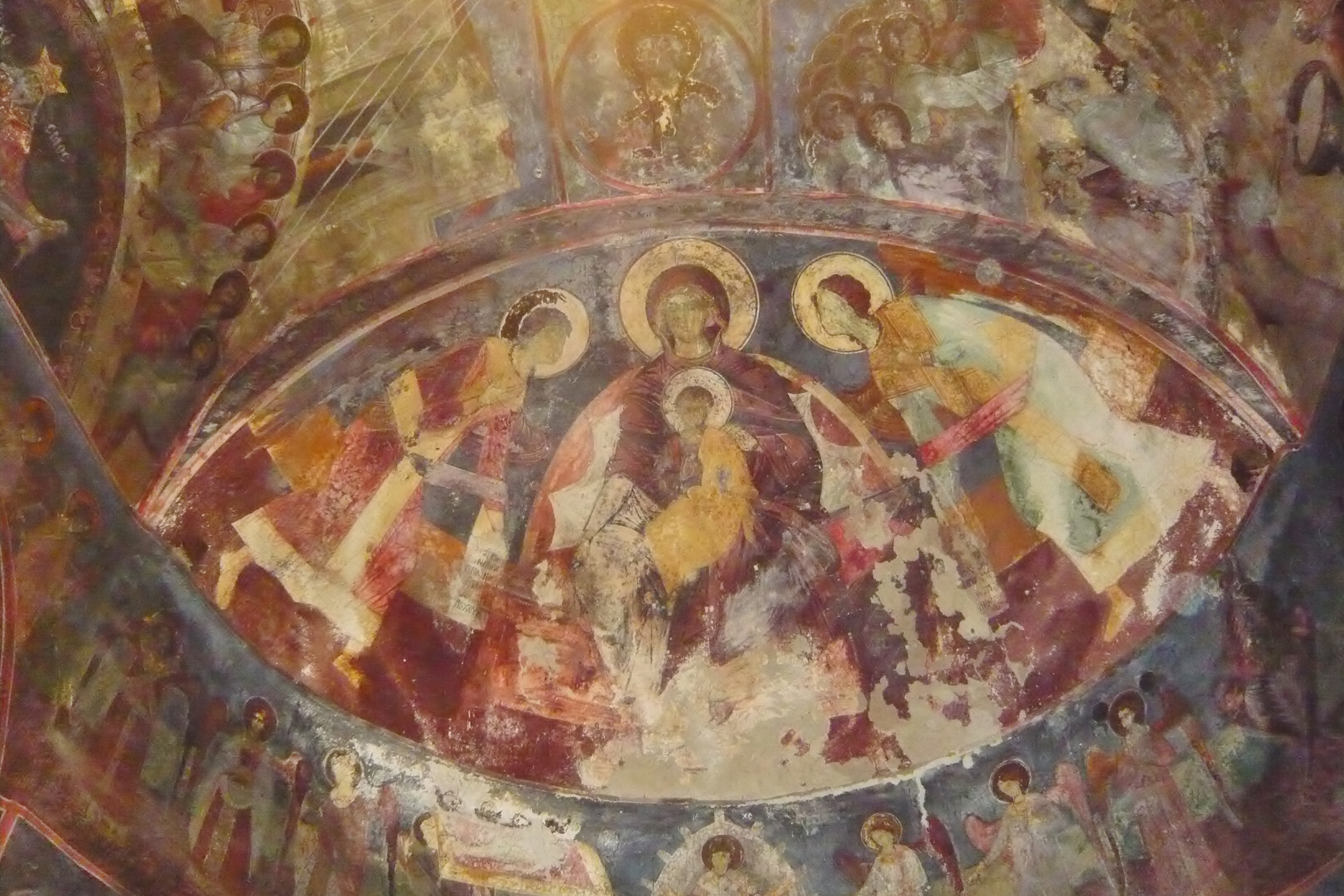
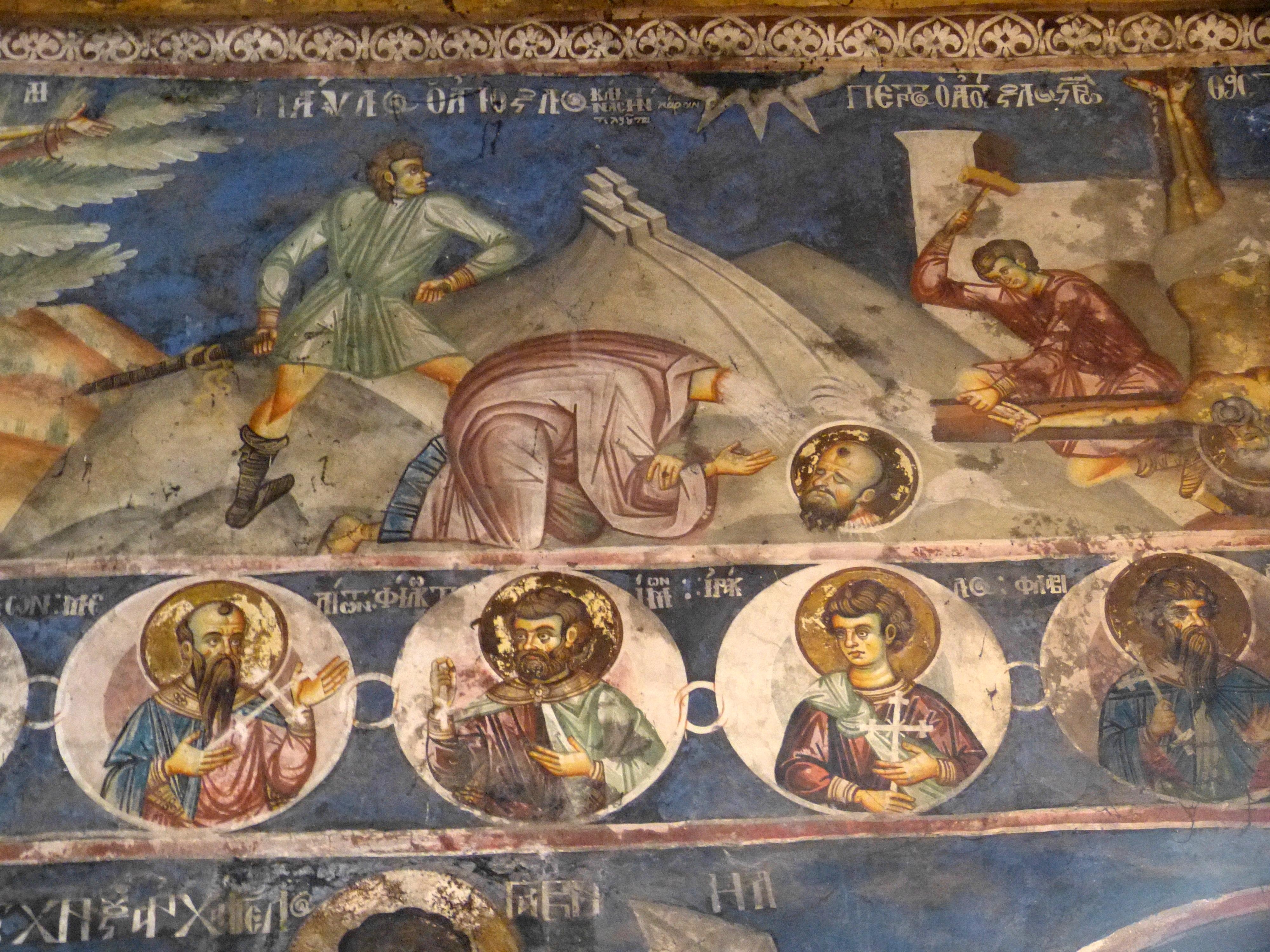